# Black Holes and Revelations
Black Holes and Revelations er det fjerde studiealbum fra det engelske rockband Muse. Albummet blev udgivet d. 3. juli 2006, og der er efterfølgende blevet udgivet 5 singler fra albummet. 

## Spor
Al musik komponeret af Matthew Bellamy.
| Nr.           | Titel                      | Længde |
| ------------- | -------------------------- | ------ |
| 1.            | "Take a Bow"               | 4:35   |
| 2.            | "Starlight"                | 3:59   |
| 3.            | "Supermassive Black Hole"  | 3:29   |
| 4.            | "Map of the Problematique" | 4:18   |
| 5.            | "Soldier's Poem"           | 2:03   |
| 6.            | "Invincible"               | 5:00   |
| 7.            | "Assassin"                 | 3:31   |
| 8.            | "Exo-Politics"             | 3:53   |
| 9.            | "City of Delusion"         | 4:48   |
| 10.           | "Hoodoo"                   | 3:43   |
| 11.           | "Knights of Cydonia"       | 6:06   |
| Total længde: | Total længde:              | 45:28  |